# 熊本県立南稜高等学校
熊本県立南稜高等学校（くまもとけんりつ なんりょうこうとうがっこう）は熊本県球磨郡あさぎり町上北にある県立高等学校である。あさぎり町唯一の高等学校。

## 沿革
- 1903年（明治36年）4月 - 熊本県立熊本農業学校球磨分校開校。
- 1905年4月 - 熊本県立熊本農業学校が独立し熊本県立球磨農業学校に改める。初代校長に札幌農学校卒の熊本農業学校元教頭の遠藤万三 (1年で辞職)。[1]
- 1948年（昭和23年）4月 - 学制改革で熊本県立球磨農業高等学校に改め、本校に全日制農業科、林業科、農産加工科各1学級及び定時制農業科1学級設置
- 1951年4月 - 農村家庭科を設置する
- 1956年4月 - 農産加工科を農産製造科に改める
- 1962年4月 - 農業土木科を設置
- 1964年4月 - 農村家庭科を生活科に改める
- 1972年4月 - 畜産科を設置
- 1974年4月 - 農産製造科を食品化学科に改める
- 1986年4月 - 農業科をコース制（農業コース、農業経営コース）とする
- 1989年（平成元年）3月 - 定時制農業課程を廃止
- 1992年4月 - 農業科、畜産科を廃止し、農業生産科、農業経営科を設置
- 1998年4月 - 熊本県下初の総合選択性高等学校として生産科学科、園芸科学科、環境工学科、食品科学科、生活経営科、普通科総合コースの6学科に改編し、熊本県立南稜高等学校に改める
- 1999年4月 - 生活経営科に学校設定科目「小動物」を開講
- 2000年4月 - 生活経営科に学校設定科目「郷土料理」を開講
- 2005年4月 - 食品科学科に学校設定科目「醸造」を開講
- 2017年4月 - 熊本県立球磨商業高等学校、（旧）熊本県立南稜高等学校、熊本県立多良木高等学校の3校を再編・統合した熊本県立球磨中央高等学校、（新）熊本県立南稜高等学校の2校の開校に伴い、（旧）熊本県立南稜高等学校の生徒募集停止、（新）熊本県立南稜高等学校の生徒募集開始。2019年3月まで同一校地に（新）熊本県立南稜高等学校と（旧）熊本県立南稜高等学校が併存する形となる。
- 2019年（令和元年）3月 - （旧）熊本県立南稜高等学校を閉校
- 2020年 - 隣接する宮崎県えびの市、小林市からの入学枠を募集人員の5％から20％以内に緩和。

## 学科

### （旧）熊本県立南稜高等学校（1903年 - 2019年）
- 普通科体育コース
- 普通科福祉コース
- 総合農業科
- 食品化学科
- 生活経営科

### （新）熊本県立南稜高等学校（2017年 - ）
- 普通科体育コース
- 普通科福祉コース
- 総合農業科
- 食品科学科
- 生活経営科

## 著名な卒業生
- 桑原俊（体操選手）
- 中村祐二（元陸上競技選手）
- 星原一彦（元プロ野球選手）
- 宮本博治（元バレーボール選手）

## 最寄りの駅
- くま川鉄道 あさぎり駅（当駅より約500m）